# Santa Terezinha (Ecoporanga)
Santa Terezinha é um distrito do município brasileiro de Ecoporanga, no interior do estado do Espírito Santo. Segundo o censo demográfico de 2022, realizado pelo Instituto Brasileiro de Geografia e Estatística (IBGE), sua população era de 1 004 habitantes e havia 390 domicílios particulares permanentes ocupados.
Está situado a cerca de 12 km do distrito-sede. É considerável a presença de descendentes de imigrantes italianos na localidade. Em uma propriedade particular neste distrito se encontra um jequitibá-rosa de mais de 30 metros de altura com idade estimada entre 1 500 a 2 000 anos, considerado um atrativo local.